# 被套細胞淋巴瘤
被套細胞淋巴瘤（英語：Mantle cell lymphoma）屬於B細胞淋巴瘤中的非何杰金氏淋巴瘤（Non-Hodgkin's lymphoma; NHL），約佔所有的非何杰金氏淋巴瘤6%。被套細胞淋巴瘤的治療在目前仍然是極具挑戰性，目前沒有能有效治癒療法的血液疾病，近年來有許多新穎的治療方式，讓病患平均存活期由以往的3年延長到6年左右。在鑑別診斷上，被套細胞淋巴瘤約95%的病患都有因為t(11;14)染色體異常所導致的Cyclin D1過度表現，有約5%少數被套細胞淋巴瘤病患其Cyclin D1沒有表現，但其SOX11過度表現。

## 症狀
被套細胞淋巴瘤好發50歲以上，平均中位發病年紀約65歲，男性發生比例約為女性的三倍，大部份患者在診斷時已經是第三或第四期。被套細胞淋巴癌發生原因不明，但是和其他大部份腫瘤類似，不具傳染性。被套細胞淋巴瘤在初始診斷的時候通常都有B細胞淋巴瘤常見症狀（突發性發燒、夜間盜汗、持續性全身發癢、不明原因體重下降），除此之外病患常伴隨淋巴結腫大或脾臟腫大等臨床表徵，在後期病患可能會有骨轉移或者轉移到肝臟及胃腸道等器官。

## 延伸閱讀
- Cohen JB, Zain JM, Kahl BS. . Am Soc Clin Oncol Educ Book. 2017, 37 (37): 512–25. PMID 28561694. doi:10.1200/EDBK_175448.
- Dreyling M, Ferrero S, Hermine O. . Leukemia. November 2014, 28 (11): 2117–30. PMID 24854989. doi:10.1038/leu.2014.171.
- Schieber M, Gordon LI, Karmali R. . F1000Res. 2018, 7: 1136. PMC 6069726 . PMID 30109020. doi:10.12688/f1000research.14122.1.